# Arcidiecéze goricijská
Arcidiecéze goric(ijs)ká, (latinsky Archidioecesis Goritiensis, italsky Arcidiocesi di Gorizia, německy Erzbistum Görz) je římskokatolická arcidiecéze v Itálii se sídlem v Gorici.
Jedná se o metropolitní biskupství, které společně se sufragánní diecézí v Terstu tvoří církevní provincii Gorizia.

## Dějiny
Gorická diecéze vznikla 6. července 1751 po rozpuštění Akvilejského patriarchátu. 12. září 1791 byla diecéze spojena se sousední Gradiškou. Dnešní sufragánní diecéze nese označení Gorice-Gradiška.
27. července 1830 bylo biskupství opět povýšeno na arcibiskupství. Biskupství Lublaň, Terst a Koper, Pula a Veglia podřízené arcibiskupství goricijskému. Po zničení Habsburské monarchie a následných politických změn v této oblasti, se terstská diecéze zachovala jako jediná sufragánní diecéze.